# Дискос

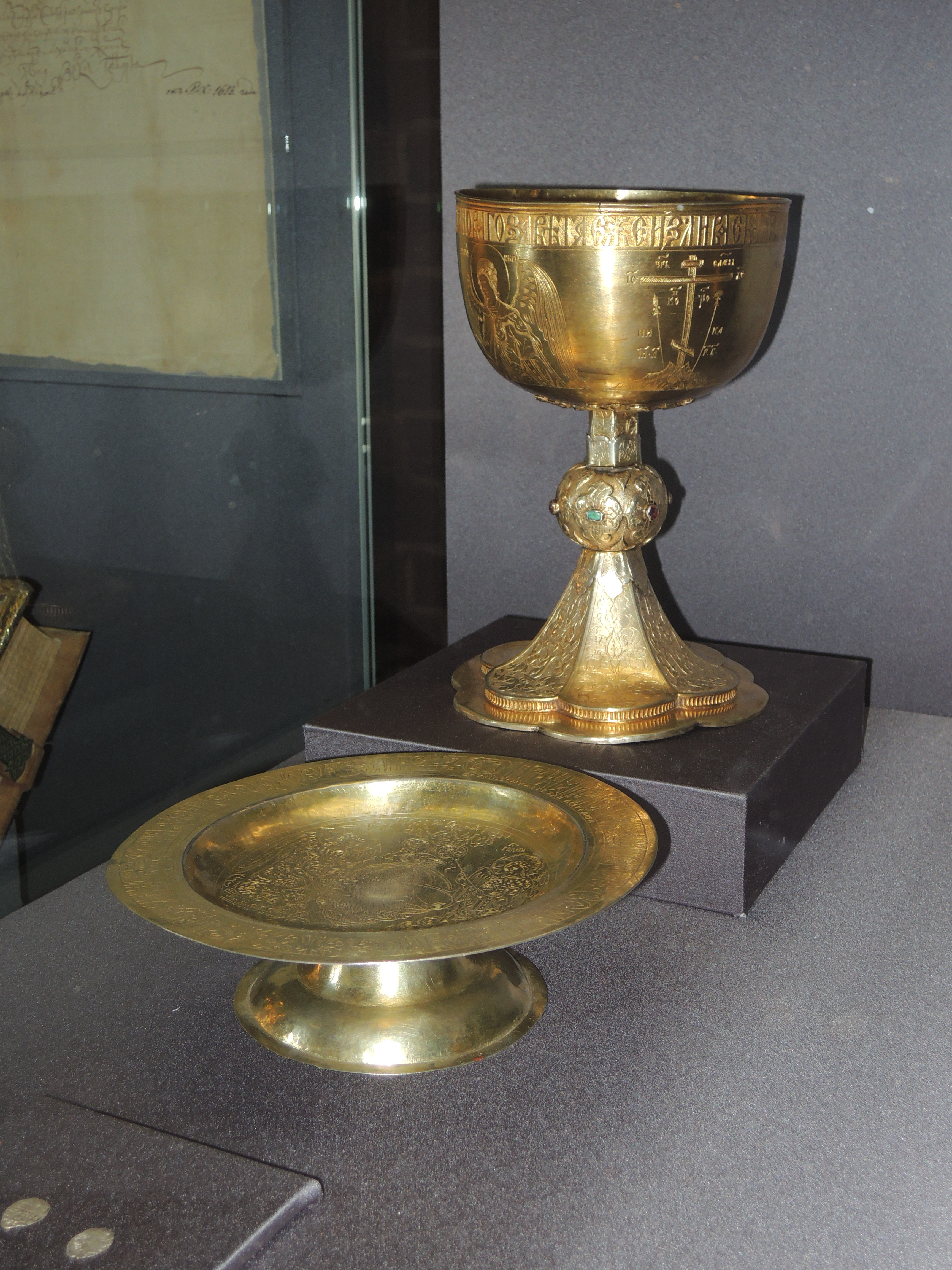
Дискос (попереду) та потир. Храм Миколи Чудотворця (Надеїна), Ярославль, Росія

Ди́скос (церк.-слов. дискосъ від грец. δίσκος — «таріль», «піднос», «диск») — священна посудина, складник церковного начиння, на якій священик під час проскомидії укладає всі вирізані частини просфори. Являє собою металеву (золоту чи позолочену) тарілку з пласкою широкою крайкою, яка облямовує мілке пласке дно. Дискос має підставку з потовшенням («яблуком») усередині, на якій він стоїть і за яку зручно його тримати й нести. Символізує таріль Тайної Вечері, Ясла і Гріб Спасителя.
Дискос, перш за все, є образом тієї тарелі, з якої Ісус під час Тайної Вечері взяв хліб та перетворив його на Своє Пречисте Тіло, роздавши учням. Хоча про цю посудину в Євангелії нічого не сказано, зрозуміло, що вона була присутня, оскільки хліб, та ще на святкових трапезах, подавався тільки на тарелі (δίσκος). Крім того, круглий дискос означає круг, коло — символ вічності, сукупність усієї церкви й вічність Христової Церкви. Дискос під час богослужіння розкриває інший символізм. На проскомидії він є знаменням вифлеємських ясел, куди був покладений Ісус, тому на ньому різьбою зображають немовля Ісуса. Під час основної частини літургії дискос символізує гріб, де покоїлося Тіло Христове, і з якого сталося Воскресіння Господа.
Стародавні дискоси не мали підставки, являючи собою просто круглі тарелі. Час появи підставок невідомий. Їх наявність не тільки робить зручнішим перенесення Священної посудини, але й має символічне значення. Дискос з підставкою представляє два круги, з'єднані між собою, що відповідає двом єствам в Ісусі Христі, аналогічно двом кругам просфори. Це відповідає також двом частинам (Небесній та Земній) єдиної Церкви Христової, двом сферам творення — небесному та земному буттю, тісно зв'язаним, але незливанним. Окрім того, підставка підвищує дискос, означаючи його духовно-таємничу висоту та відрізняючи від мирських посудин, які мають чисто побутовий ужиток.